# Сильвія (Канзас)
Сильвія (англ. Sylvia) — місто (англ. city) в США, в окрузі Ріно штату Канзас. Населення — 215 осіб (2020).

## Географія
Сильвія розташована за координатами 37°57′33″ пн. ш. 98°24′32″ зх. д. / 37.95917° пн. ш. 98.40889° зх. д. (37.959181, -98.408785).  За даними Бюро перепису населення США в 2010 році місто мало площу 0,76 км², уся площа — суходіл.

## Демографія
Згідно з переписом 2010 року, у місті мешкало 218 осіб у 97 домогосподарствах у складі 58 родин. Густота населення становила 286 осіб/км².  Було 142 помешкання (187/км²).
Расовий склад населення:
| - 95,4 % — білих |

До двох чи більше рас належало 4,1 %. Частка іспаномовних становила 5,0 % від усіх жителів.
За віковим діапазоном населення розподілялося таким чином: 25,2 % — особи молодші 18 років, 51,9 % — особи у віці 18—64 років, 22,9 % — особи у віці 65 років та старші. Медіана віку мешканця становила 45,7 року. На 100 осіб жіночої статі у місті припадало 115,8 чоловіків;  на 100 жінок у віці від 18 років та старших — 109,0 чоловіків також старших 18 років.
Середній дохід на одне домашнє господарство  становив 41 837 доларів США (медіана — 30 750), а середній дохід на одну сім'ю — 46 435 доларів (медіана — 45 500). За межею бідності перебувало 19,3 % осіб, у тому числі 17,0 % дітей у віці до 18 років та 0,0 % осіб у віці 65 років та старших.
Цивільне працевлаштоване населення становило 84 особи. Основні галузі зайнятості: освіта, охорона здоров'я та соціальна допомога — 33,3 %, оптова торгівля — 15,5 %, сільське господарство, лісництво, риболовля — 14,3 %.